# Споменик Јовану Ристићу
Споменик Јовану Ристићу у Крагујевцу, налази се на платоу површине хиљаду квадратних метара, у близини доњег каменог моста, на обали реке Лепенице. 
Споменик је дело је крагујевачког вајара Зорана Илића, а откривен је 2004. године.